# Skały organogeniczne

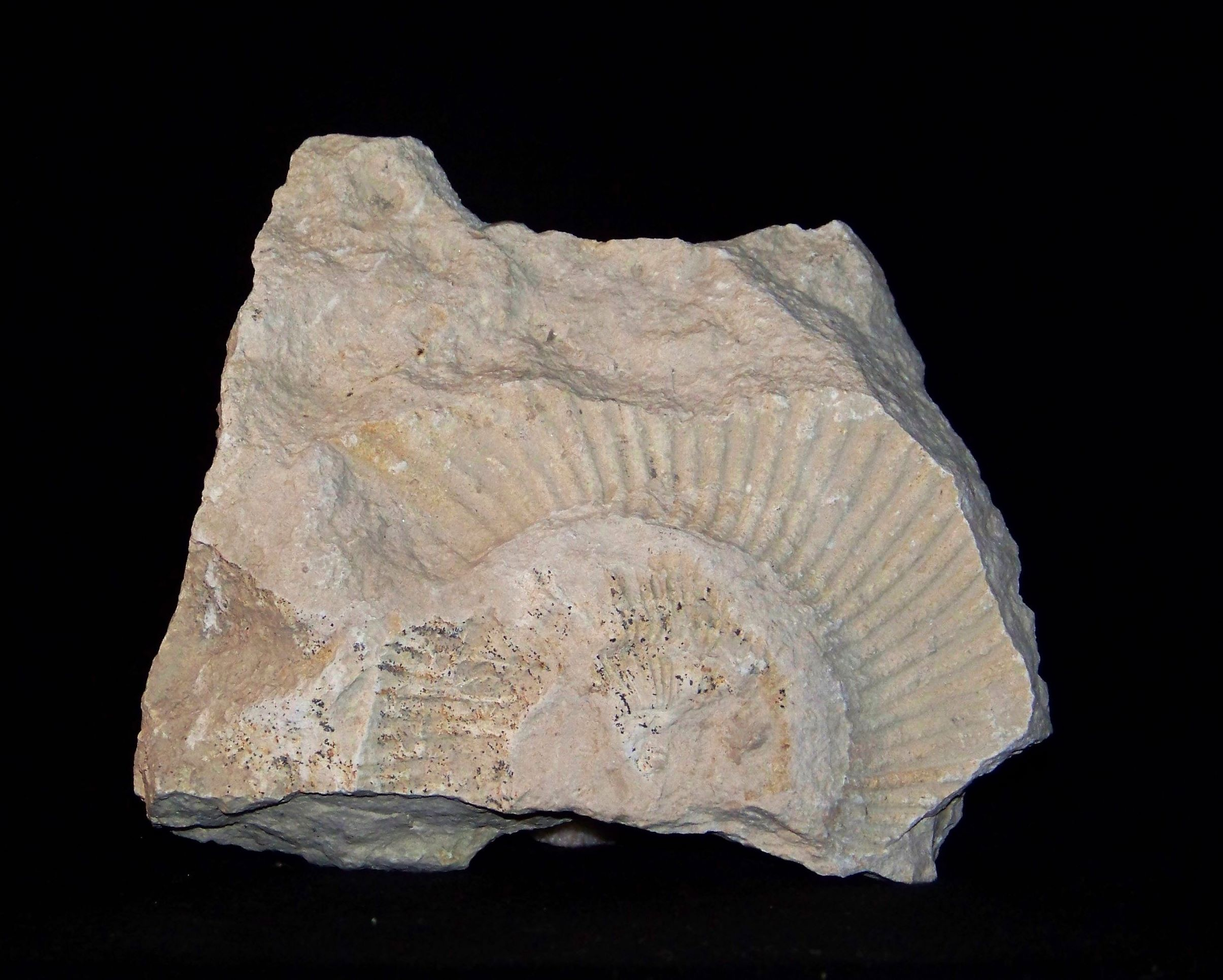
Wapień jurajski, z Jury Krakowsko-Częstochowskiej

Skały organogeniczne, biolity – skały osadowe powstałe na skutek nagromadzenia szczątków organicznych lub wytrącenia substancji chemicznych powstałych na skutek przemian fizjologicznych organizmów.
Do nich należą m.in.:
- niektóre wapienie (w tym muszlowce[2][3], wapienie rafowe[3][1], wapienie krynoidowe[3], wapienie gąbkowe[3])
- kreda[2][3]
- radiolaryt[2][3]
- fosforyty[2][3]
- węgle kopalne[1][2][3]
- diatomity[3][1]